# Lutécium
Le lutécium (ou lutétium) est un élément chimique de symbole Lu et de numéro atomique 71. C'est le dernier élément de la famille des lanthanides et il est compté parmi les terres rares.
Le lutécium est un métal gris argenté, mou et ductile. Ses applications sont limitées en raison de sa rareté et de son prix élevé. La production de cet élément demande en effet de le séparer des autres terres rares avec lesquelles il est toujours présent.

## Étymologie et appellations
Lutécium est un dérivé savant de Lutèce (en latin Lutetia), donné par son découvreur en l'honneur de la ville de Paris. En 1949, l'IUPAC a changé la graphie du nouvel élément en lutetium. En français, la variante orthographique lutétium est acceptée, même si lutécium semble plus courant.
En raison du débat relatif à sa découverte, l'élément a longtemps été nommé cassiopeium (symbole Cp) dans les pays de langue allemande. Cette pratique est désormais désuète.

## Découverte

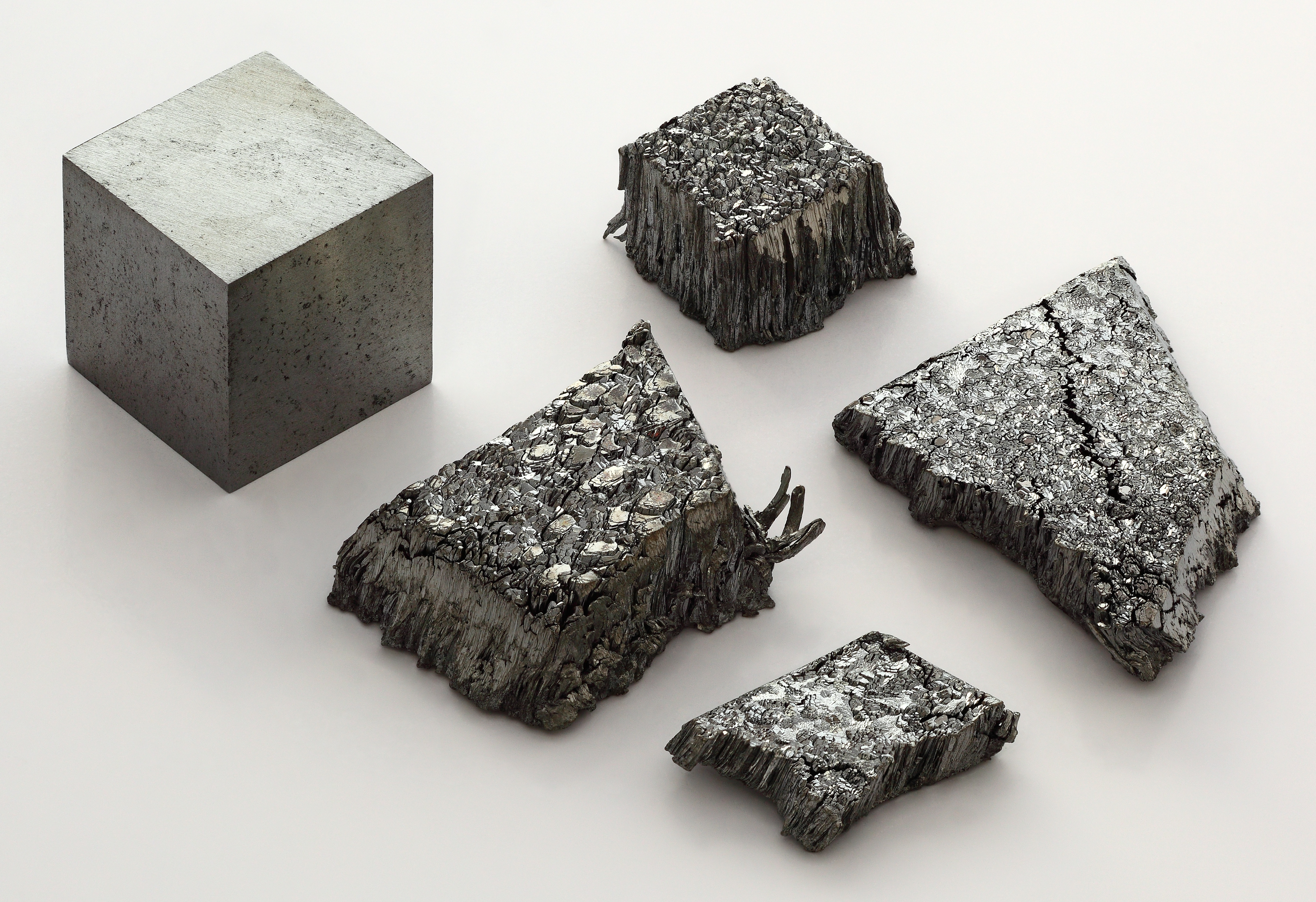
Lutécium sublimé dendritiques et cube de 1 cm3

Le lutécium est l'avant-dernier des lanthanides à avoir été décrit, seul le prométhium, radioactif et instable, était encore inconnu. Il a été découvert presque simultanément et indépendamment par trois chimistes en 1907 : Le Français Georges Urbain, l'Autrichien Carl Auer von Welsbach et l'Américain Charles James (en), qui chacun étudiaient l'ytterbine découverte en 1878 par Jean Charles Galissard de Marignac, et était supposée être composée d'oxyde d'ytterbium pur.
Le 4 novembre 1907, Urbain montre à l'Académie des sciences de Paris que l'ytterbine de Marignac est en réalité constituée de deux éléments distincts. Il propose de les nommer néo-ytterbium, « afin d'éviter les confusions avec l'ancien élément de Marignac », et lutécium, « dérivé de l'ancien nom de Paris ». Un peu plus tard, le 19 décembre 1907, von Welsbach annonce que ses travaux menés depuis 1905 de cristallisation fractionnée des sels d'ytterbium montrent des spectres prouvant l'existence de deux éléments distincts. Il recommande les noms cassiopeium (Cp, d'après la constellation Cassiopée, correspondant au lutécium) et aldebaranium (Ad, d'après l'étoile Aldébaran, en remplacement de l'ytterbium),. Parallèlement, à l'Université du New Hampshire, Charles James avait pu isoler des quantités importantes du compagnon de l'ytterbium durant l'été 1907. Apprenant l'annonce faite par Georges Urbain, il renonça à revendiquer la paternité du nouvel élément. Pourtant, parmi les trois scientifiques, il était probablement celui dont les recherches étaient les plus avancées.
Durant les années qui suivirent, Urbain et von Welsbach se disputèrent la paternité de la découverte dans un conflit exacerbé par les tensions politiques entre la France et l'Autriche-Hongrie. En 1909, la Commission internationale des poids atomiques (en) donna finalement la préséance au lutécium de Georges Urbain (réorthographié lutetium), tout en conservant le nom ytterbium pour le second élément. Jusqu'aux années 1950, de nombreux chimistes de langue allemande continuèrent néanmoins à user du terme cassiopeium.

## Caractéristiques

### Propriétés physiques

Structure cristalline hexagonal compact (hcp) du lutécium
a = 351,6 pm, c = 557,3 pm.

Le phénomène de contraction des lanthanides fait du lutécium l'élément le plus petit de cette famille (rayon atomique de 175 pm), alors qu'il possède le numéro atomique le plus élevé. En conséquence, il montre également la densité (9,84 g·cm-3), le point de fusion (1 663 °C) et le point d'ébullition (3 402 °C) les plus élevés de tous les lanthanides.
Les propriétés physiques et structurelles du lutécium montrent de nombreuses similarités avec les métaux de transition, en particulier avec le scandium et l'yttrium. En dépit de ces considérations, le lanthane a longtemps été placé sous l'yttrium dans les tableaux périodiques en tant que premier élément du bloc d, alors que le lutécium était indiqué comme dernier élément du bloc f. Ceci est dû en partie à des erreurs d'appréciation de la configuration électronique de ces éléments. Des études spectroscopiques plus récentes ont montré que les 71 électrons du lutécium sont arrangés selon la configuration [Xe] 4f145d16s2. Lorsqu'il entre dans une réaction chimique, l'atome perd les trois électrons des orbitales s et d, ce qui est inhabituel car les réactions de la plupart des autres lanthanides impliquent les électrons de l'orbitale f. Il est donc à présent communément admis de commencer le bloc d avec le lutécium et non plus le lanthane.

### Propriétés chimiques et composés
Le lutécium réagit avec la plupart des non-métaux, en particulier à des températures élevées. Il réagit lentement avec l'oxygène dans des conditions normales et plus rapidement en présence d'humidité, et brûle facilement à partir de 150 °C pour former des oxydes. Le métal se dissout facilement dans les acides faibles pour former des solutions incolores contenant des ions trivalents.
Les composés de lutécium contiennent toujours l'élément à l'état d'oxydation +3. Les solutions aqueuses de la plupart des sels de lutécium sont incolores et forment des solides cristallins blancs après dessiccation, à l'exception notable de l'iodure. Les sels solubles, tels que le nitrate, le sulfate ou l'acétate forment des hydrates lors de la cristallisation. L'oxyde, l'hydroxyde, le fluorure, le carbonate, le phosphate et l'oxalate sont insolubles dans l'eau.

## Isotopes
Le lutécium est présent sur Terre sous forme de deux isotopes : 175Lu et 176Lu. Le premier est réputé stable et constitue 97,4 % de l'abondance naturelle de l'élément. Le second est un radionucléide primordial dont la demi-vie excède l'âge de l'univers : 3,78×1010 ans.
32 radioisotopes synthétiques ont été caractérisés.

## Abondance naturelle et production

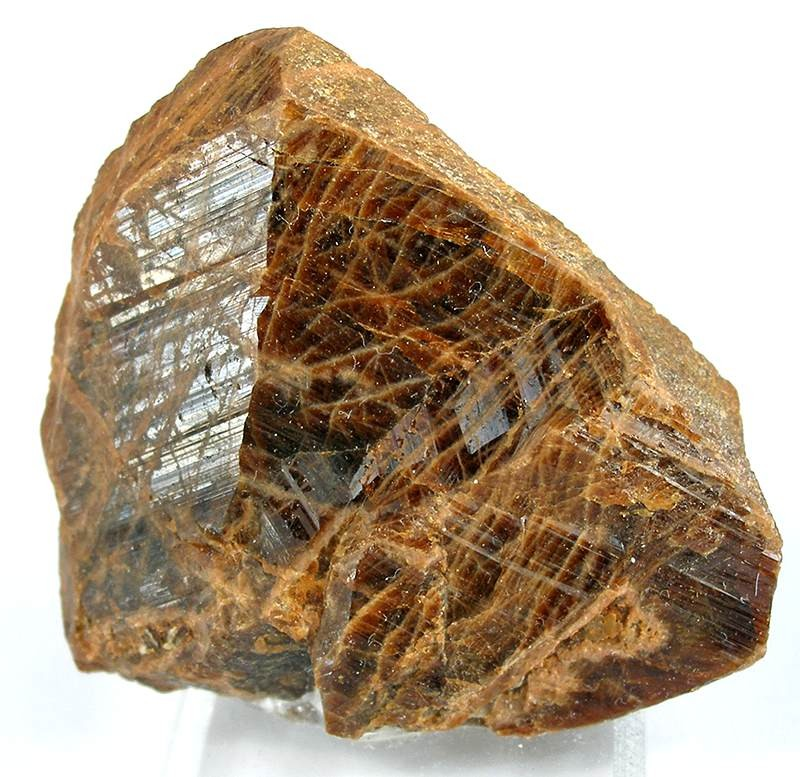
Monazite du Brésil.

Le lutécium est, avec le thulium, le plus rare des lanthanides. Présent à hauteur de 0,5 ppm dans la croûte terrestre, il est néanmoins bien plus courant que certains métaux comme l'argent, le mercure ou le bismuth.
On trouve le lutécium avec la plupart des autres terres rares, mais jamais pur, et il est d'ailleurs difficile à séparer des autres éléments. Le principal minerai commercial du lutécium est la monazite, de formule grossière (Ce,La,Th)PO4, qui contient 0,003 % de lutécium. Les mines principales se trouvent en République populaire de Chine, aux États-Unis, au Brésil, en Inde, au Sri Lanka et en Australie. La production mondiale de lutécium est de l'ordre de 10 tonnes. Le lutécium pur n'a été isolé qu'au XXe siècle et reste très difficile à obtenir : c'est l'une des terres rares les plus chères.

## Utilisations
Elles sont très limitées, notamment du fait de son prix par rapport à d'autres lanthanides. Le lutécium peut être utilisé comme catalyseur lors du craquage, de l'hydrogénation et de la polymérisation.
L'isotope 177Lu  de période 6,7 jours est obtenu par activation neutronique de 176Lu. C'est un émetteur de rayonnement β− utilisé en médecine nucléaire pour le traitement de certaines tumeurs neuro-endocrines. Il est produit à l'Institut Laue-Langevin pour une société privée.